# Knuckles
Knuckles är en bergskedja i Sri Lanka.   Den ligger i provinsen Centralprovinsen, i den centrala delen av landet, 120 km öster om huvudstaden Colombo. Toppen på Knuckles är 1 809 meter över havet.
Terrängen runt Knuckles är kuperad åt nordväst, men åt sydost är den bergig. Runt Knuckles är det ganska tätbefolkat, med 100 invånare per kvadratkilometer. I omgivningarna runt Knuckles växer i huvudsak städsegrön lövskog.